# Lawrence Pennell
Pour les articles homonymes, voir Pennell.
Lawrence Pennell (11 mars 1914-9 août 2008) est un politicien canadien. Né à Brantford, Ontario, il fut élu pour la première à la Chambre des communes comme député libéral pour la circonscription de Brant—Haldimand aux élections générales de 1962. En 1965, il fut nommé au cabinet des ministres du premier ministre Lester Pearson comme Solliciteur général du Canada. Il se retira en 1968 lors de l’arrivée de Pierre Trudeau comme premier ministre du Canada. De 1971 à 1977, il fut chancelier de l’Université McMaster.